# Liste der Kulturdenkmäler in Mengerschied
In der Liste der Kulturdenkmäler in Mengerschied sind alle Kulturdenkmäler der rheinland-pfälzischen Ortsgemeinde Mengerschied aufgeführt. Grundlage ist die Denkmalliste des Landes Rheinland-Pfalz (Stand: 27. August 2023).

## Einzeldenkmäler
| Bezeichnung            | Lage                                                 | Baujahr                           | Beschreibung | Bild                           |
| ---------------------- | ---------------------------------------------------- | --------------------------------- | --- | ------------------------------ |
| Gemeindehaus           | Gemündener Straße 1 Lage                             | 1930er Jahre                      | stattlicher Fachwerkbau, teilweise massiv, 1930er Jahre                                                                                  | Fotos hochladen                |
| Evangelische Kirche    | Simmerner Straße Lage                                | 1842/43                           | klassizistischer Saalbau, Rundbogenstil, 1842/43, Architekt Johann Claudius von Lassaulx, Koblenz, revidiert von Kreisbaumeister Herborn | weitere Bilder Fotos hochladen |
| Tanzsaal               | Simmerner Straße 3 Lage                              | um 1900                           | großer späthistoristischer Fachwerkbau, um 1900                                                                                          | Fotos hochladen                |
| Wohnhaus               | Soonwaldstraße 13 Lage                               | erste Hälfte des 19. Jahrhunderts | Fachwerkhaus, teilweise massiv, verkleidet, Krüppelwalmdach, erste Hälfte des 19. Jahrhunderts                                           | Fotos hochladen                |
| Wohnhaus               | Soonwaldstraße 21 Lage                               | Anfang des 19. Jahrhunderts       | Fachwerkhaus, teilweise massiv und verkleidet oder verschiefert, Krüppelwalmdach, Anfang des 19. Jahrhunderts                            | BW                             |
| Taufbecken             | nördlich des Ortes an der K 58 auf dem Friedhof Lage |                                   | in der Trauerhalle: spätgotisches Taufbecken der Bergkirche St. Walpurgis, Sandstein                                                     | Fotos hochladen                |
| Landschulheim Soonruhe | südlich des Ortes Lage                               | 1933                              | ehemaliges Jagdhaus Soonruhe; eingeschossiger Mansardwalmdachbau mit seitlichen Türmen, 1933                                             | Fotos hochladen                |